# Wall (Fehrbellin)

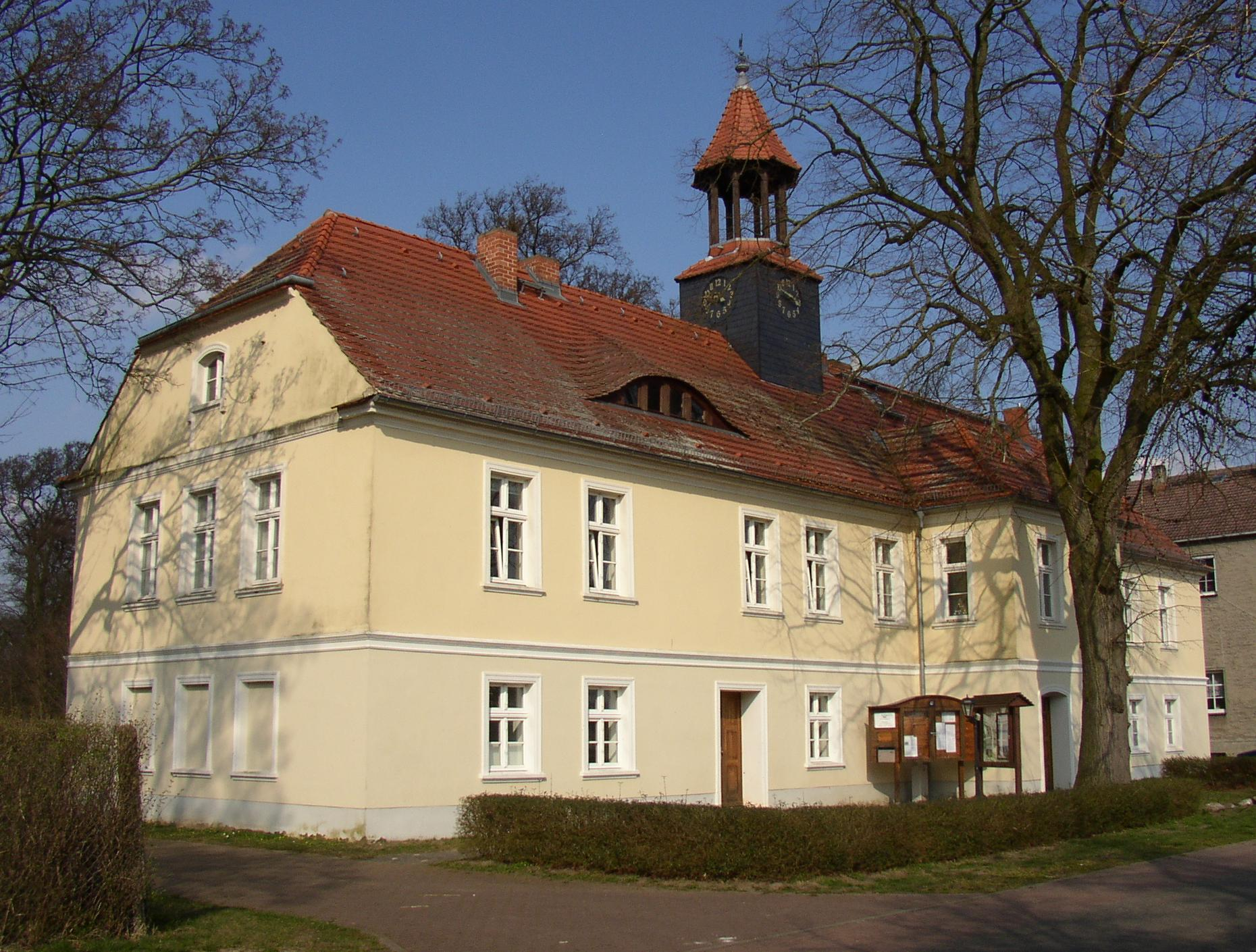
Gutshaus

Wall ist ein Ortsteil der Gemeinde Fehrbellin im Landkreis Ostprignitz-Ruppin im Land Brandenburg. Das Straßendorf hat eine Größe von 6 km², hier wohnten im Oktober 2009 168 Einwohner.

## Geographie
Wall liegt 24 Kilometer (Luftlinie etwa 14 Kilometer) östlich von Fehrbellin. Der Ortsteil liegt am Nordrand des Rhinluches.

## Geschichte
In der Umgebung von Wall lebten schon früh Menschen. Es wurden Gegenstände aus der Jungsteinzeit, Bronzezeit und der Eisenzeit rings um Wall gefunden, meistens an der Grenze einer Hochfläche zum Luch. Östlich von Wall wurden Scherben und Schlacke gefunden, die auf eine Siedlung der römischen Kaiserzeit hindeuten. Weiter gab es im Umkreis von Wall slawische Siedlungen.
Im Jahre 1624 befand sich an der Stelle von Wall eine Schäferei, 1655 auch ein Vorwerk. 1800 lebten hier 27 Menschen, 1860 waren es etwa 100 Menschen. Bis 1900 wurde von dem Gut ein Wegezoll für den Damm von Beetz nach Altfriesack genommen, denn das Gut war für den Erhalt des Dammes zuständig. Von 1928 bis 1932 wurden 32 Siedlerstellen errichtet, 1933 wurde Wall zur selbständigen Gemeinde.
Eine LPG Typ III wurde im Jahre 1954 gegründet. Es gab daneben aber auch eine LPG Typ I. Seit 1992 gehörte Wall zum Amt Fehrbellin, seit 2003 ist es ein Ortsteil von Fehrbellin.

## Gutsanlage
Im Jahre 1701 stand hier eine Meierei. Karl Friedrich von dem Knesebeck pachtet die Staatsdomäne 1825, 1834/1835 übernahm er das Gut. Das Gutshaus wurde 1828 errichtet, eine Inschrift an einem Giebel weist darauf hin: „F. K. v. d. K. 1828“. Im Jahre 1904 wurde das Haus erweitert. Nachdem die Gemeinde das Haus im Jahre 1934 übernommen hatte, erfolgte ein Umbau zur Schule und der Einbau einer Kapelle. Das Haus ist ein zweigeschossiger Bau mit Krüppelwalmdach. Im Dach befinden sich Fledermausgauben. An der Parkseite befindet sich in der Mitte des Gebäudes ein halbrunder Anbau.
Zu dem Gut gehören noch Wirtschaftsgebäude aus der Mitte des 19. Jahrhunderts. Dazu gehört ein Pferdestall und ein Eiskeller. Neben dem Gut befindet sich das Inspektorenhaus. Der Gutspark hat eine Größe von etwa 2 Hektar.

## Sonstiges
In Wall gibt es einen 18-Loch-Golfplatz.